# El Coacoyul
El Coacoyul, conocida anteriormente como Hacienda El Coacoyul, es una localidad perteneciente al municipio de Zihuatanejo de Azueta en el estado mexicano de Guerrero. Está ubicado al sur de la ciudad de Zihuatanejo, el cual tiene una gran variedad de ecosistema y ha crecido en los últimos 20 años de una forma acelerada gracias al Aeropuerto Internacional de Ixtapa-Zihuatanejo. Se le da el nombre de "Coacoyul" por una planta exótica que era muy popular en el pueblo y se dice que la raíz de la palabra proviene de una lengua indígena, dónde [Coaco=mundo] y [Yutl=ombligo], que significaría "El ombligo del mundo"

## Historia
Este pueblo se conformaba anteriormente por huertas cocoteras. Pero empezó a crecer en su población y esas grandes hectáreas se convirtieron, en los actuales terrenos para construir. Los primeros pobladores aproximadamente tenían cerca de 85 años de edad. Aunque este pueblo no es muy viejo su crecimiento ha sido rápido gracias a la cercanía con el Aeropuerto, a la ciudad de Zihuatanejo y a las zonas turísticas aledañas 
Dentro de las partes que lo conforman se encuentran: La colonia Centro, Lomas de Sotelo, La Progreso, Hacienda, entre otras partes. El coacoyul es el poblado más grande del estado que no es cabecera municipal con más de 15000 habitantes al 2011

## Clima
Predominan dos tipos de clima, el primero es el cálido-subhúmedo que se encuentra al sur, con temperatura media anual de 26 °C y el templado-subhúmedo.En como mayo, junio, julio ... son lluviosos, con un tipo de lluvia tropical.

## Economía
En el poblado es muy conocido por las fábricas de ladrillos y tejas que ahí mismo se fabrican.

## Agricultura
Destaca la producción de maíz, cocos (copra), mangos y en medida baja calabaza y papayas.

## Ganadería
Existen especies pecuarias tanto de ganado mayor como de ganado menor; de las primeras destaca la gran variedad de reses mayores; en cuanto al ganado menor destacan ovinos, bovinos, caprinos y porcinos; así mismo se trata de región con una amplia existencia de colmenas por lo que la apicultura se convierte en parte de la economía. Dentro de las actividades económicas, también hay que hacer mención a la existencia de aves de engorde y postura.

## Pesca
Para la actividad pesquera se cuenta con un litoral marítimo de 63.5 kilómetros; los recursos pesqueros representan una riqueza natural para la economía del municipio, por la variedad de especies susceptibles de aprovechamiento. Es pescada la jaiba y el moyo.
La actividad pesquera es ejecutada por una cooperativa con 41 socias permisionarias y 1,154 pescadores no asociados, las especies en explotación son el tiburón, almejas, ostión, huachinango, mojarra y lisa.

## Tradiciones
Una de las tradiciones que se tienen en el Coacoyul, es la danza del Cortés que se realiza cada año en las calles principales, es llamada de esa manera porque es una representación de un enfrentamiento entre Hernán Cortés y un grupo de antiguos pobladores de nuestro país los Aztecas.